# 淡喉鹩鹛
淡喉鹩鹛（学名：Spelaeornis kinneari）也称亮喉鷯鶥，雀形目的一种小型鸟类，隶属于画眉科（林鹛科）鹩鹛属。本种原被视为那伽鹩鹛（Spelaeornis chocolatinus）的一个亚种。

## 形态特征
淡喉鹩鹛全长9～10.5厘米。头侧灰色；头顶和背羽呈褐色，翅和尾羽纯棕褐色；颏、喉近白色；腹部蓝灰，具白色次端和黑色端斑；胸侧及胁部棕黄褐色。

## 分布
淡喉鹩鹛主要分布于越南北部和中国云南省东南部，2020年曾在广西北部九万山国家级自然保护区发现。